# Nyikolaj Nyikolajevics Gubenko
 Nyikolaj Nyikolajevics Gubenko (oroszul: Николай Николаевич Губенко, ukránul: Микола Миколайович Губенко; Ogyessza, 1941. augusztus 17. – Moszkva, 2020. augusztus 16.) szovjet-orosz színész, film- és színházi rendező, forgatókönyvíró, politikus.
A Szovjetunió utolsó kulturális minisztere volt (1989–1991). 1995 és 2003 között az Állami Duma, 2005-től haláláig a Moszkvai Városi Duma tagja volt.

## Filmjei
Színészként
- Egy fiatal tiszt naplója (Пядь земли) (1964)
- Mi, húszévesek (Мне двадцать лет) (1965)
- Пока фронт в обороне (1965)
- Когда улетают аисты (1965)
- Мальчик и девочка (1966)
- Последний жулик (1966)
- Пароль не нужен (1967)
- Начало неведомого века (1967)
- Первый курьер (1968)
- Дворянское гнездо (1969)
- Az igazgató (Директор) (1970)
- A katona visszatért a frontról (Пришёл солдат с фронта) (1972)
- Ha boldog akarsz lenni (Если хочешь быть счастливым) (1974)
- A hazáért harcoltak (Они сражались за Родину) (1975)
- Szót kérek (Прошу слова) (1976)
- Sebzett madarak (Подранки) (1977)
- В.И. Ленин. Страницы жизни (1982, tv-sorozat)
- Исаев (2009, tv-film, hang)
- Ку! Кин-дза-дза (2013, hang)
- Прощание (2013)

Filmrendezőként
- Настасья и Фомка (1968, rövidfilm)
- A katona visszatért a frontról (Пришёл солдат с фронта) (1972)
- Ha boldog akarsz lenni (Если хочешь быть счастливым) (1974)
- Sebzett madarak (Подранки) (1977)
- Ősszel a tengernél (Из жизни отдыхающих) (1981)
- Élet, könnyek, szerelem (И жизнь, и слёзы, и любовь) (1984)
- Запретная зона (1988)

Forgatókönyvíróként
- Ha boldog akarsz lenni (Если хочешь быть счастливым) (1974)
- Sebzett madarak (Подранки) (1977)
- Ősszel a tengernél (Из жизни отдыхающих) (1981)
- Élet, könnyek, szerelem (И жизнь, и слёзы, и любовь) (1984)
- Запретная зона (1988)